# Camponotus eurynotus
Camponotus eurynotus är en myrart som beskrevs av Auguste-Henri Forel 1907. Camponotus eurynotus ingår i släktet hästmyror, och familjen myror. Inga underarter finns listade.